# Lista över alumner från Lunds universitet
Det här är en lista (i bokstavsordning) över kända personer som studerat eller verkat vid Lunds universitet. För en lista över rektorer vid Lunds universitet, se lista över rektorer för Lunds universitet.

## Nobelpristagare

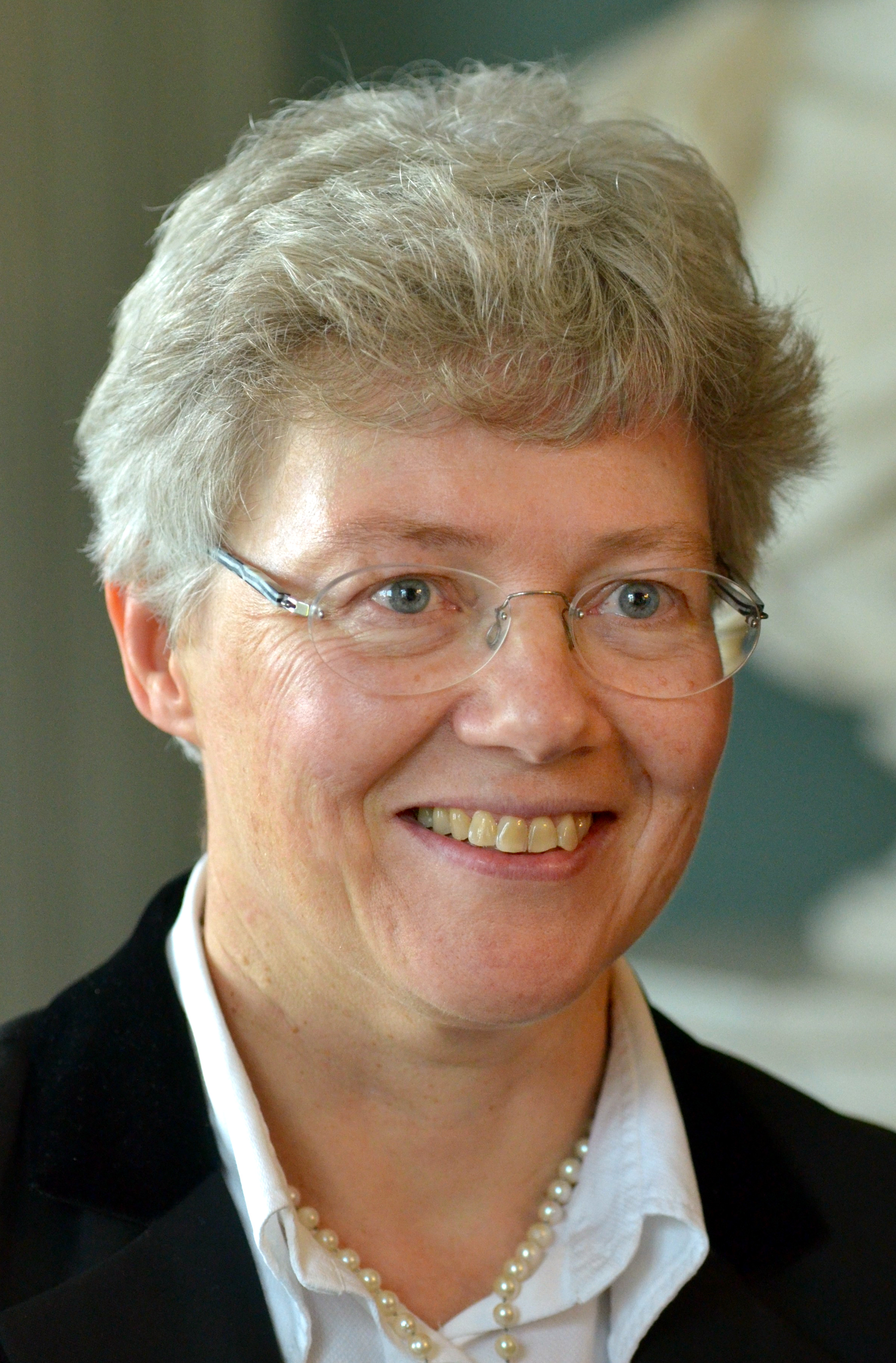
Anne L'Huillier

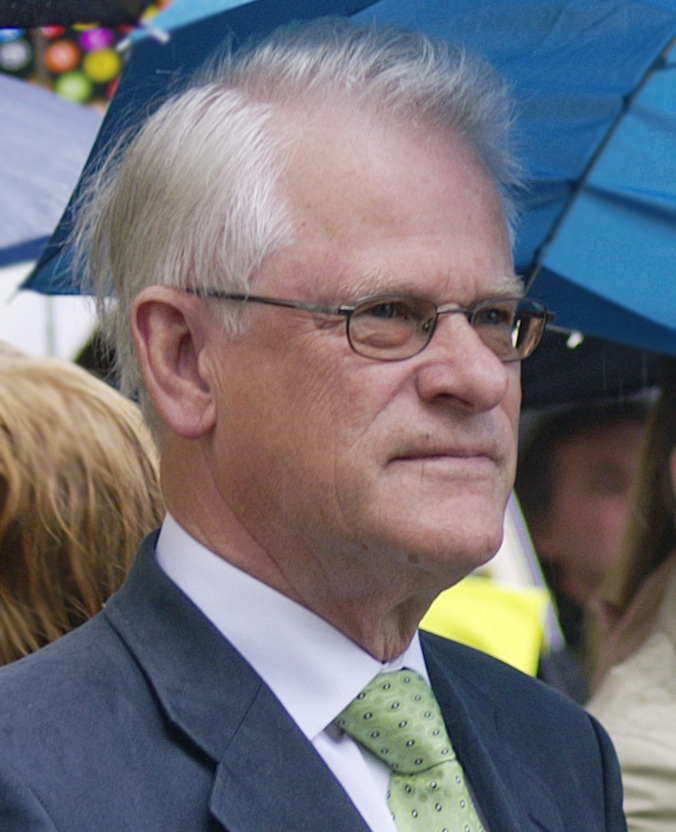
Ingvar Carlsson

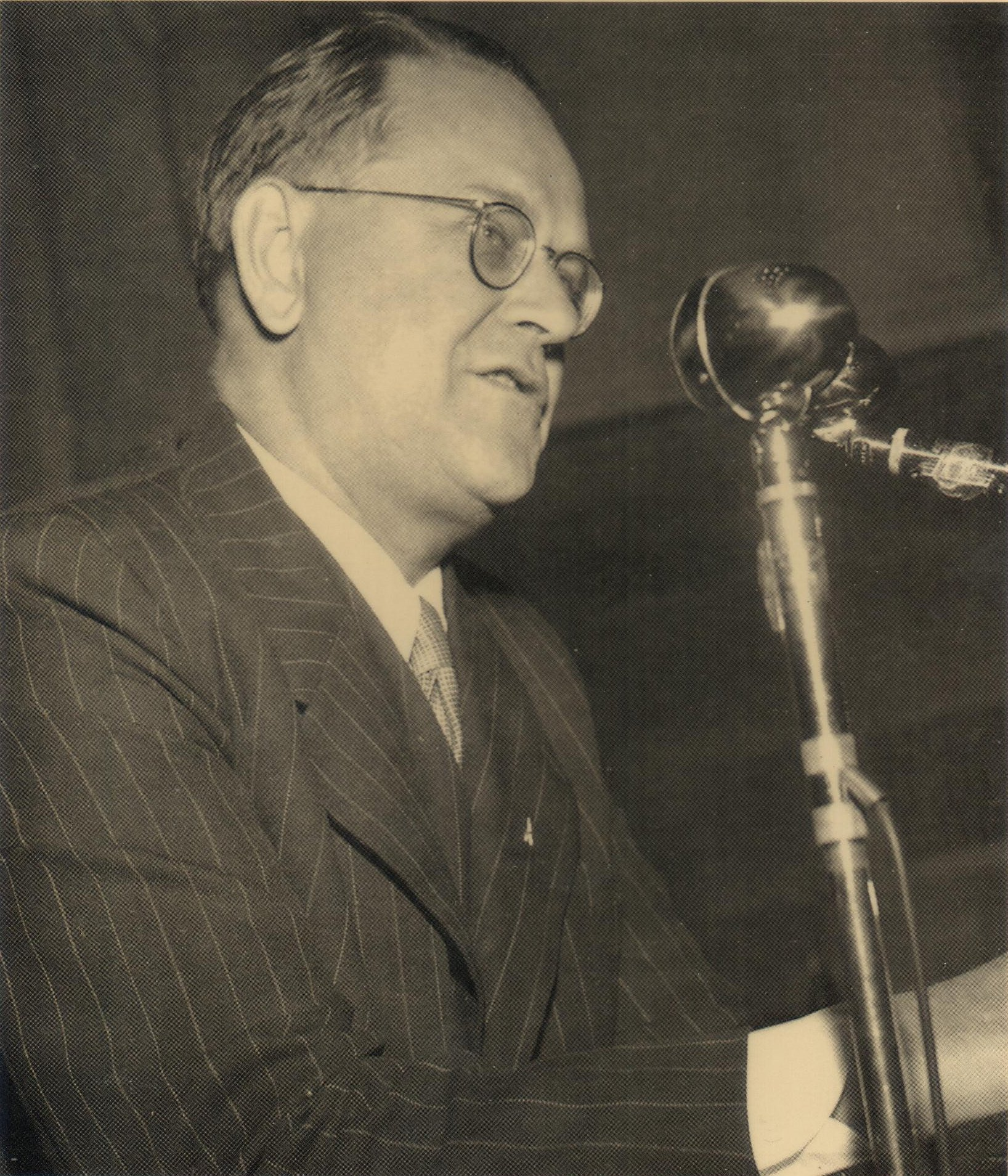
Tage Erlander

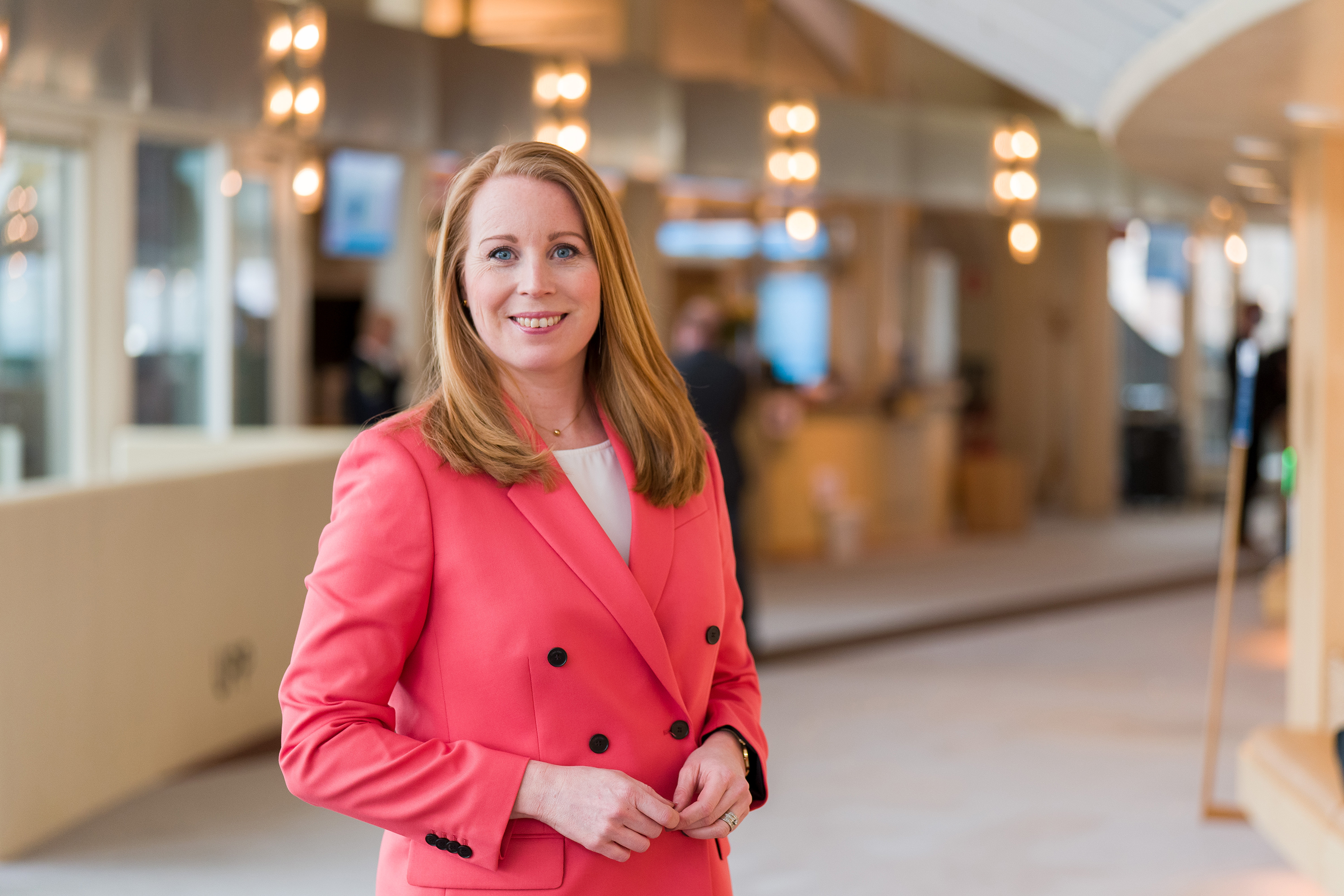
Annie Lööf

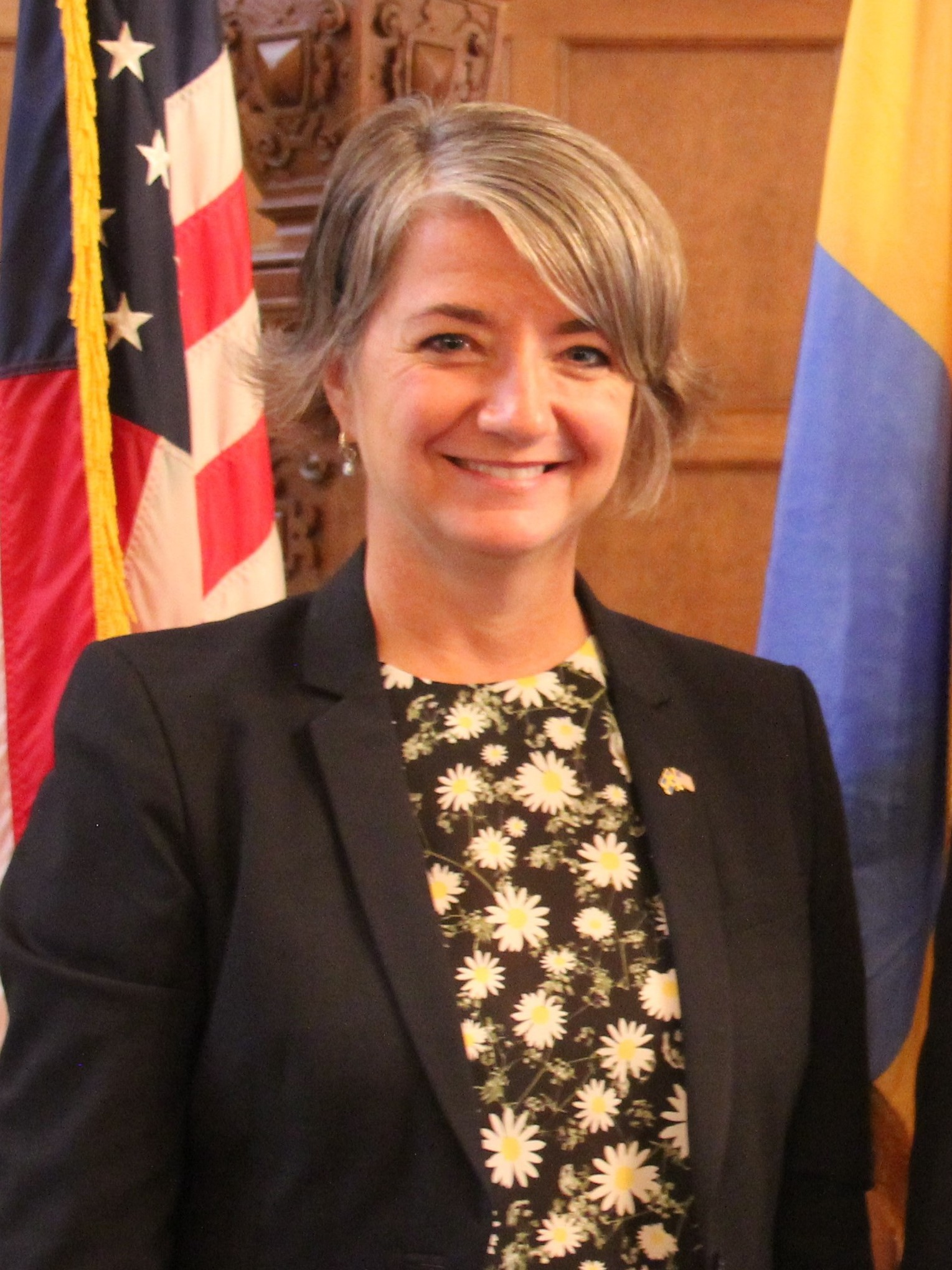
Karin Olofsdotter

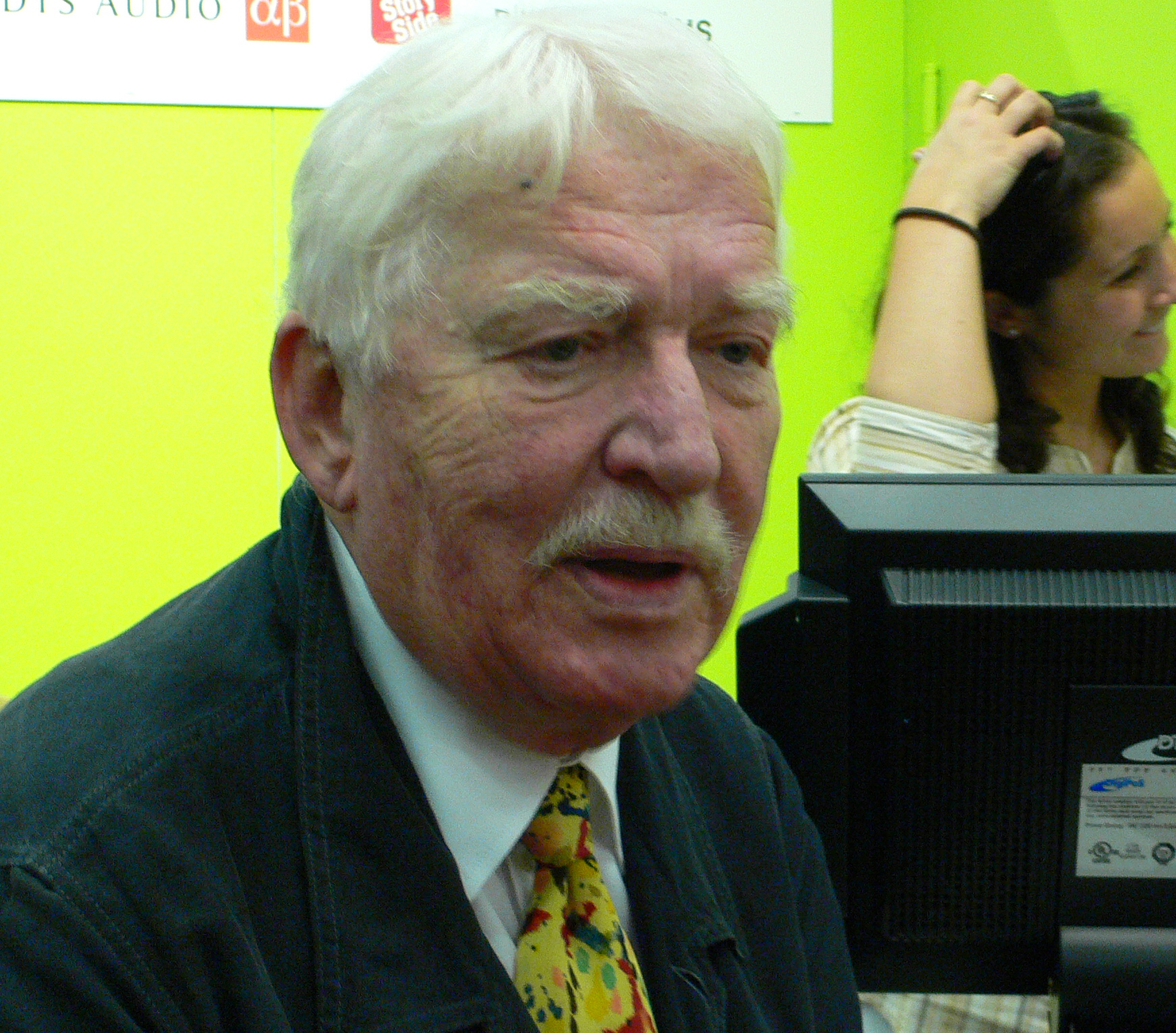
Hans Alfredson

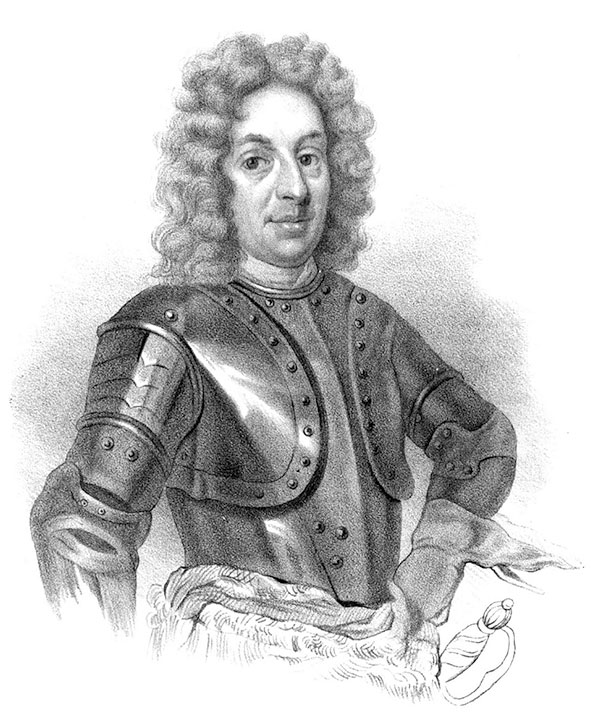
Adam Ludvig Lewenhaupt

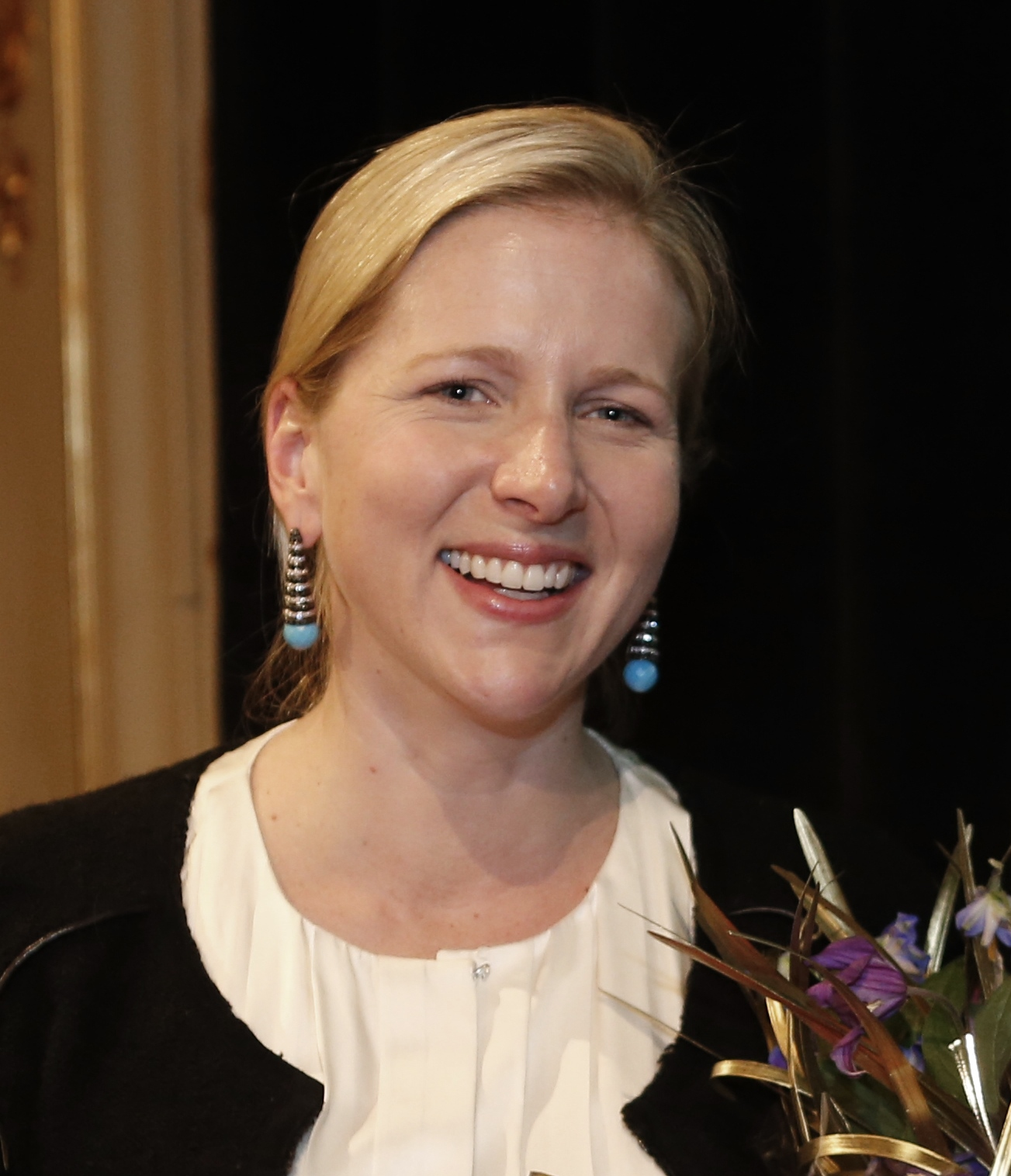
Cristina Stenbeck

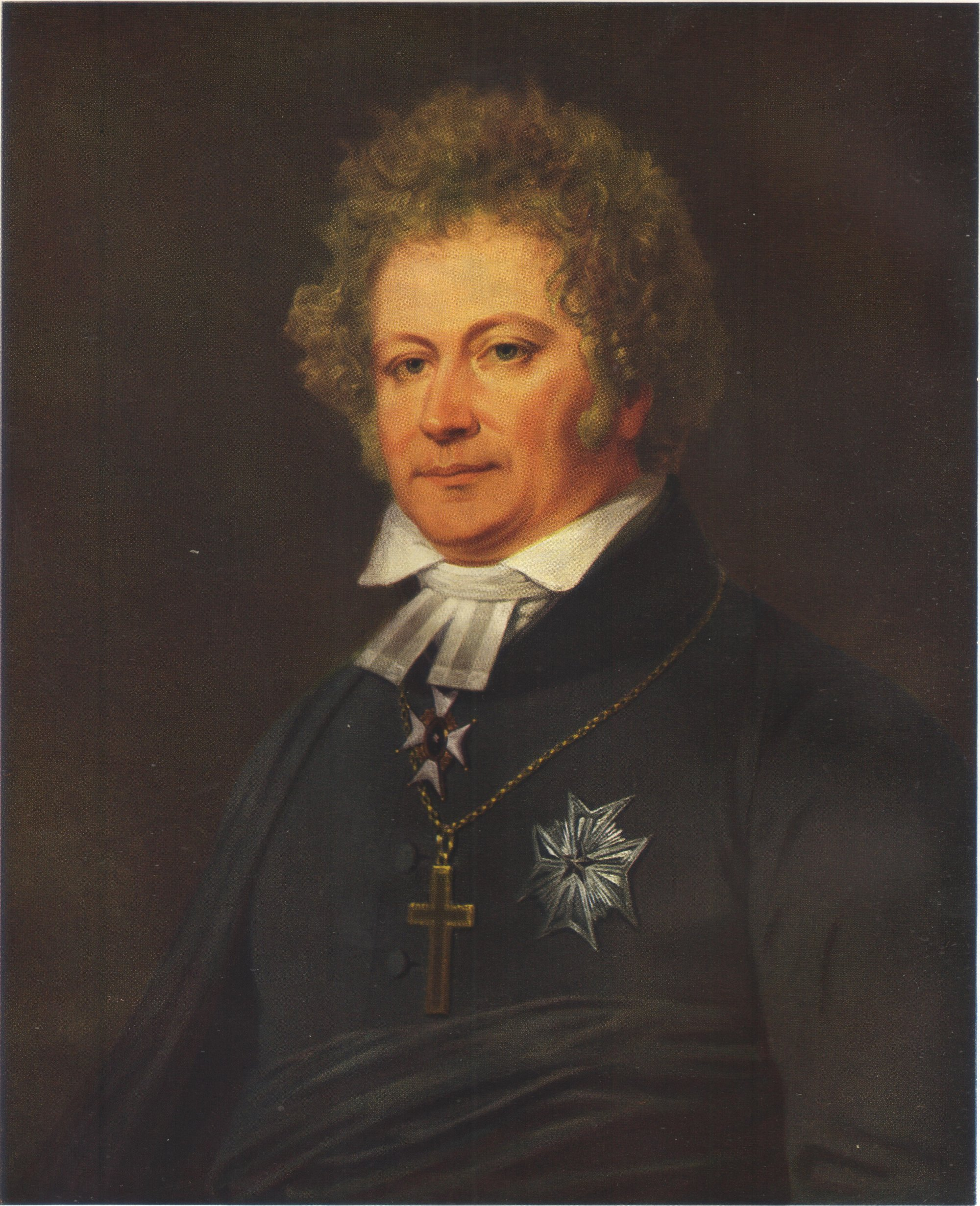
Esias Tegnér

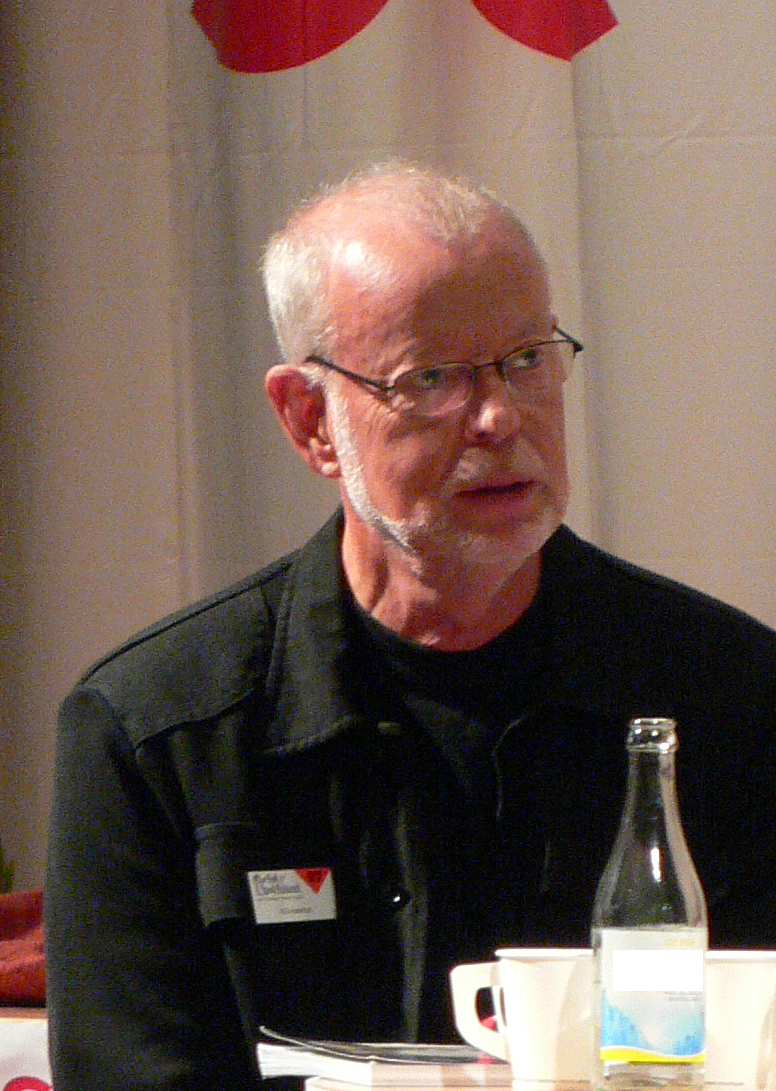
K.G. Hammar

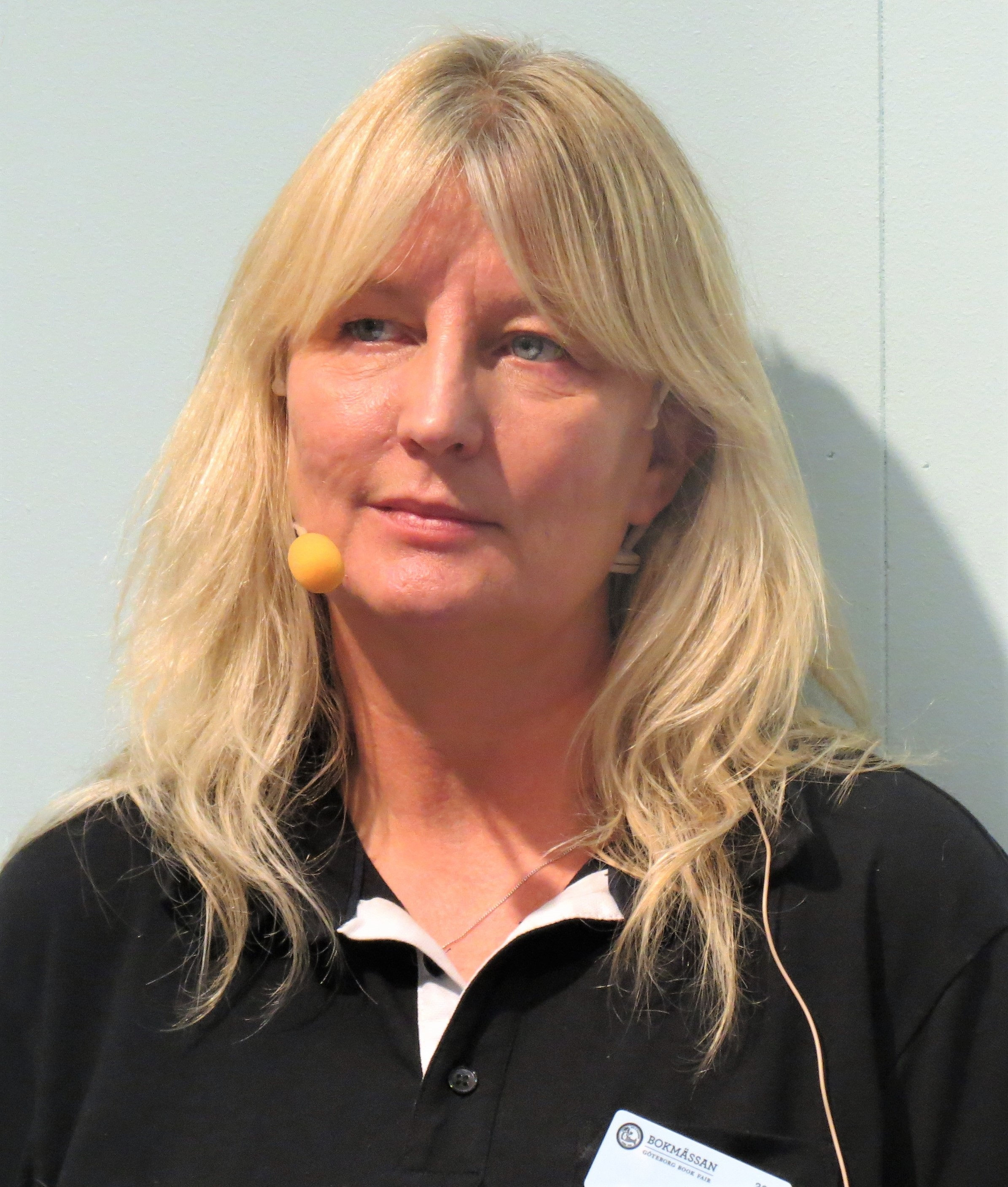
Karin Smirnoff

- Sune Bergström, Nobelpriset i fysiologi eller medicin år 1982
- Arvid Carlsson, Nobelpriset i fysiologi eller medicin år 2000
- Anne L'Huillier, Nobelpriset i fysik år 2023
- Bertil Ohlin, Sveriges Riksbanks pris i ekonomisk vetenskap till Alfred Nobels minne år 1977
- Manne Siegbahn, Nobelpriset i fysik år 1924

## Politiker
- Paulina Brandberg, jämställdhetsminister 2022–
- Tobias Billström, migrationsminister 2006–2014, utrikesminister 2022–
- Andreas Carlson, bostadsminister 2022–
- Ingvar Carlsson, statsminister 1986–1991 och 1994–1996
- Tarja Cronberg, finländsk arbetsmarknadsminister 2007–2009
- Lena Ek, ledamot av europaparlamentet 2004–2014, miljöminister 2011–2014
- Tage Erlander, statsminister 1946–1969
- Kjell-Olof Feldt, finansminister 1982–1990
- Per Gahrton, riksdagsledamot 1976–1979, 1988–1991, EU-parlamentariker 1995–2004, doktor i sociologi Lund 1983
- Lennart Geijer, justitieminister 1969–1976
- Carl P. Herslow, partiledare och grundare av Skånepartiet
- Gunnar Hökmark, partisekreterare för Moderaterna 1991–2000 och Europaparlamentariker sedan 2004
- Morgan Johansson, justitieminister 2014–2022
- Ylva Johansson, EU-kommissionär med ansvar för inrikes frågor, arbetsmarknadsminister 2014–2019
- Sven Otto Littorin, arbetsmarknadsminister, 2006–2010
- Bo Lundgren, partiledare för Moderaterna 1999–2003, riksgäldsdirektör 2004–2013 Riksgäldskontoret
- Annie Lööf, partiledare för Centerpartiet 2011-2023
- Maria Malmer Stenergard, migrationsminister 2022–
- Mats Persson, utbildningsminister 2022–
- Arvid Posse, statsminister 1880–1883, finansminister 1880–1881
- Karolina Skog, miljöminister 2016–2019
- Per Edvin Sköld, jordbruksminister 1932–1936 och 1945–1948, försvarsminister 1938–1945, finansminister 1949–1955
- Märta Stenevi, språkrör för Miljöpartiet 2021-
- Henrik von Sydow, moderat riksdagsledamot och ledamot av Grundlagsberedningen
- Östen Undén, utrikesminister 1924–1926 och 1945–1962, tillförordnad statsminister 6–11 oktober 1946
- Ernst Wigforss, finansminister 1925–1926, 1932–1936 och 1936–1949
- Jimmie Åkesson, Sverigedemokraternas partiledare

## Ambassadörer
- Vilhelm Assarsson, envoyé i Moskva under andra världskriget
- Örjan Berner, diplomat och ambassadör (Tyskland, Frankrike, Sovjetunionen och Indien)
- Jonas Hafström, diplomat och ambassadör (bl.a. USA)
- Gunnar Jarring, diplomat och ambassadör (USA, Sveriges FN-ambassadör m.fl.)
- Anders Lidén, diplomat och ambassadör (Israel, Finland, Sveriges FN-ambassadör m.fl.)
- Börje Ljunggren, diplomat och ambassadör (Kina)
- Camilla Mellander, diplomat och ambassadör (Vietnam), generalkonsul New York
- Karin Olofsdotter, diplomat och ambassadör (USA, Ryssland)
- Carl Skau, diplomat och ambassadör (Venezuela), biträdande verkställande direktör och operativ chef för FN:s World Food Programme
- Olof Skoog, diplomat, EU:s ambassadör till FN, fd Sveriges FN-ambassadör
- Torkel Stiernlöf, diplomat och ambassadör (bl.a. Nordkorea, Afghanistan)

## Näringslivspersoner
- Fredrik Arp
- Hélène Barnekow
- Katarina Berg, HR-chef, Spotify
- Jens Bergensten, huvudutvecklare för spelet Minecraft
- Elina Berglund, grundare, Natural Cycles
- Jonas Birgersson, grundare Framfab och Bredbandsbolaget
- Nils-Erik Danielsson,
- Anders Essen-Möller, entreprenör, grundare av bl a Synectics och Diamyd
- Pehr G. Gyllenhammar
- Anna Haupt, grundare av Hövding, Investment director, Industrifonden
- Jens Henriksson
- Bertil Hult, grundare EF Education
- Christian W. Jansson
- Anders Jarl, styrelseordförande Wihlborgs
- Lars-Johan Jarnheimer
- Örjan Johansson
- Sten K. Johnson
- Liza Jonson, CEO, Swedbank Robur
- Anders Lidbeck
- Jan Lidén
- Joen Magnusson
- Ray Mauritsson
- Maria Mindhammar
- Fredrik Palmstierna, VD Säkl
- Madeleine Persson, internal advisor (tidigare varumärkeschef) H&M
- Eva Roth, VD Feelgood
- Anna Rosling Rönnlund
- Anders Rothstein, VD Elfa International AB
- Cristina Stenbeck
- Olof Stenhammar
- Bo Strandberg, före detta VD Addnode Group
- Michael Treschow
- Knut Wicksell
- Annika Winsth
- Ernst Wehtje
- Carina Åkerström

## Kulturpersoner
- Hans Alfredson, komiker, regissör, författare och skådespelare
- Anna Azcárate, skådespelare och regissör
- David Batra, komiker
- Staffan Bengtsson, tv-producent och författare
- Sten Broman, bl.a. känd som musikkritiker och TV-programledare
- Reine Brynolfsson, skådespelare
- Tomas von Brömssen, skådespelare
- Gizem Erdogan, skådespelare
- Ulf Friberg, skådespelare
- Cecilia Frode, skådespelare
- Ewa Fröling, skådespelare
- Johan Glans, komiker
- Sofia Helin, skådespelare
- Fredrik Hiller, skådespelare
- Anders Jansson, komiker och skådespelare
- Joel Kinnaman, skådespelare
- Björn Kjellman, skådespelare
- Maria Kulle, skådespelare
- Thomas Köhler, skådespelare
- Rolf Lassgård, skådespelare
- Michael Nyqvist, skådespelare
- Örjan Ramberg, skådespelare
- Martin Rosengardten, skådespelare
- Anna Takanen, skådespelare, regissör, teaterchef
- Johan Ulveson, komiker och skådespelare
- David Weiss, skådespelare
- Johan Wester, komiker och skådespelare
- Rikard Wolff, skådespelare

## Journalister
- Rakel Chukri, kulturchef på Sydsvenskan och före detta chefredaktör för studenttidningen Lundagård.
- Andreas Ekström, kulturjournalist på Sydsvenskan och författare.
- Carl Henrik Fredriksson, chefredaktör för det europeiska kulturtidskriftsnätverket Eurozine
- Gunnar Fredriksson,  journalist, författare, chefredaktör på Stockholms-Tidningen och Aftonbladet
- Ivar Harrie, journalist, chefredaktör på Expressen
- Lasse Holmqvist,  journalist, författare och programledare i TV
- Per T. Ohlsson, journalist, politisk krönikör och utrikeskorrespondent vid Sydsvenska Dagbladet
- Karin Olsson, före detta chefredaktör för studenttidningen Lundagård, nu journalist på Expressen
- Åke Pettersson (journalist), programledare på Sveriges Radio P1
- Gustaf von Platen,  journalist, chefredaktör på Vecko-Journalen, Veckans Affärer och Svenska Dagbladet
- Torgny Segerstedt, professor i religionshistoria, chefredaktör, publicist och Sveriges kanske mest kände antinazist
- Bo Strömstedt, journalist, chefredaktör på Expressen och professor i praktisk journalistik
- Karl Vennberg, författare och journalist

## Jurister
- Peter Althin, advokat och riksdagsledamot
- Ruth Bader Gindsburg, ledamot av USA:s högsta domstol
- Maria-Pia Hope, VD Vinge Advokatbyrå
- Johan Munck, ordförande i Högsta domstolen
- Fritiof Nilsson Piraten, advokat och författare
- Leif Silbersky, advokat

## Författare
- Fredrik Backman, författare
- Per Bauhn, författare och professor
- Frans G. Bengtsson, författare
- Mattias Edvardsson, författare
- Hjalmar Gullberg, författare och poet
- Viveka Hagnell, författare och professor
- Dick Harrison, författare samt professor i historia vid Lunds universitet
- Staffan Jacobson, konstvetare, graffitiforskare, författare
- Patrik Lundberg, journalist och författare
- Patrik Svensson, författare
- Björn Ranelid, författare
- Freke Räihä, författare och folkhögskolelärare
- Karin Smirnoff, författare
- Frida Skybäck, författare
- Esaias Tegnér, författare, professor och ledamot av Svenska Akademien
- Helena Thorfinn, författare
- Lars Vilks, konstnär, konstkritiker, författare och debattör
- Karin Wahlberg, författare
- Anders Österling, författare, poet, litteraturkritiker

## Övriga
- Erling Eidem, Svenska kyrkans ärkebiskop 1931–1950
- Erik Leonard Ekman, upptäcktsresande
- Rune Elmqvist, utvecklade pacemakern
- Olle Hagnell, läkare och professor
- K.G. Hammar, Svenska kyrkans ärkebiskop 1997–2006
- Ola Hansson, författare och journalist
- Ingvar Holm, litteraturvetare, professor och programledare i TV
- Lars Hörmander, professor och ende svensk som blivit tilldelad Fieldsmedaljen samt Steelepriset
- Antje Jackelén, Svenska Kyrkans ärkebiskop 2014-2022
- Adam Ludwig Lewenhaupt, svensk militär och general under stora nordiska kriget
- Martin Modéus, Svenska Kyrkans ärkebiskop 2022-
- Baltzar von Platen, uppfinnare av kylskåpet
- Marcel Riesz, professor och en av upphovsmännen bakom området funktionalanalys
- Bo Rothstein, innehar August Röhss professur i statsvetenskap vid Göteborgs universitet
- Ib Rundqvist, svensk mästare och världsmästare i drakbåtspaddling
- Johannes Rydberg, fysiker
- Peter Stilbs, professor i fysikalisk kemi vid Kungliga Tekniska högskolan (KTH)
- Anton Niklas Sundberg, Svenska kyrkans ärkebiskop 1870–1900 och ledamot av Svenska Akademien
- Olof Sundby, Svenska kyrkans ärkebiskop 1972–1983
- Rune Söderlund, teolog
- John Tandberg, uppfinnare av kylskåpet